# Безрукавка

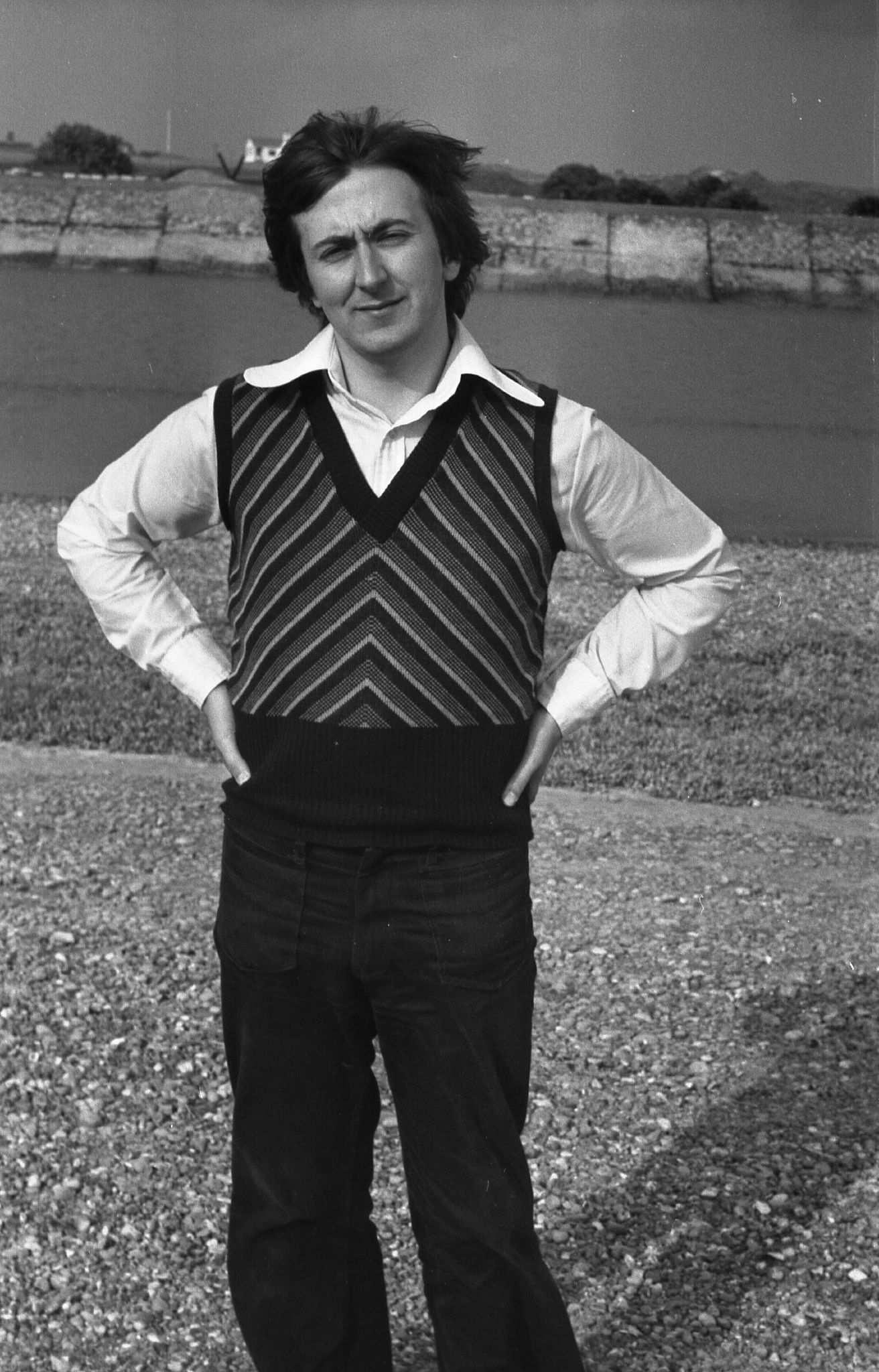
Безрукавка

Безрукавка (відома як «танк топ» у Великій Британії, «светр жилет» у Північній Америці і «Ленгдон» в північно-східній частині США) — трикотажний пуловер без рукавів. Вони були популярні в XX-му столітті, зокрема, у 1970-х роках у Великій Британії.
Вони також популярні серед любителів спорту, які часто носять їх під час гри в гольф.